# Luciana Vendramini
Pour les articles homonymes, voir Vendramini.
Luciana Vendramini, née le 10 décembre 1970 à Jaú dans l'État de São Paulo, est un mannequin et actrice brésilienne.

## Filmographie
- 1986 : Xou da Xuxa (série télévisée) : Xuxete
- 1986 : Trancado por Dentro (court métrage) : Cacau
- 1988 : O Casamento dos Trapalhões
- 1989 : Solidão, Uma Linda História de Amor
- 1991 : Vamp (série télévisée) : Jade Rocha
- 1995 : Casa do Terror (mini-série)
- 1995 : Malhação (série télévisée) : Paulinha
- 1996 : O Rei do Gado (série télévisée) : Marita
- 1995-1998 : Você Decide (série télévisée)
- 1998 : Sai de Baixo (série télévisée) : Priscila
- 2004 : Da Cor do Pecado (série télévisée) : Gracielle
- 2010 : Uma Rosa com Amor (série télévisée) : Ninica
- 2011 : Andaluz (téléfilm) : Luana
- 2011 : Amor e Revolução (série télévisée) : Marcela